# Schwarziana quadripunctata
Plebeia quadripunctata là một loài Hymenoptera trong họ Apidae. Loài này được Lepeletier mô tả khoa học năm 1836.
Loài này được tìm thấy trong một dải của Amazon Nam Mỹ từ Goiás, Brazil, qua Paraguay, đến Misiones, Argentina. Loài này xây dựng các tổ bằng đất ở tầng dưới lòng đất của môi trường cận nhiệt đới, một đặc điểm khác thường ở các loài ong không đốt khác. Loài này có kích thước từ 6,0 đến 7,5 mm và ăn một chế độ ăn đa dạng gồm các loài thực vật có hoa được tìm thấy nhiều ở tầng rừng, bao gồm Casearia sylvestris và loài tầm gửi Struthanthus concinnus. 